# Okrętowy wał napędowy

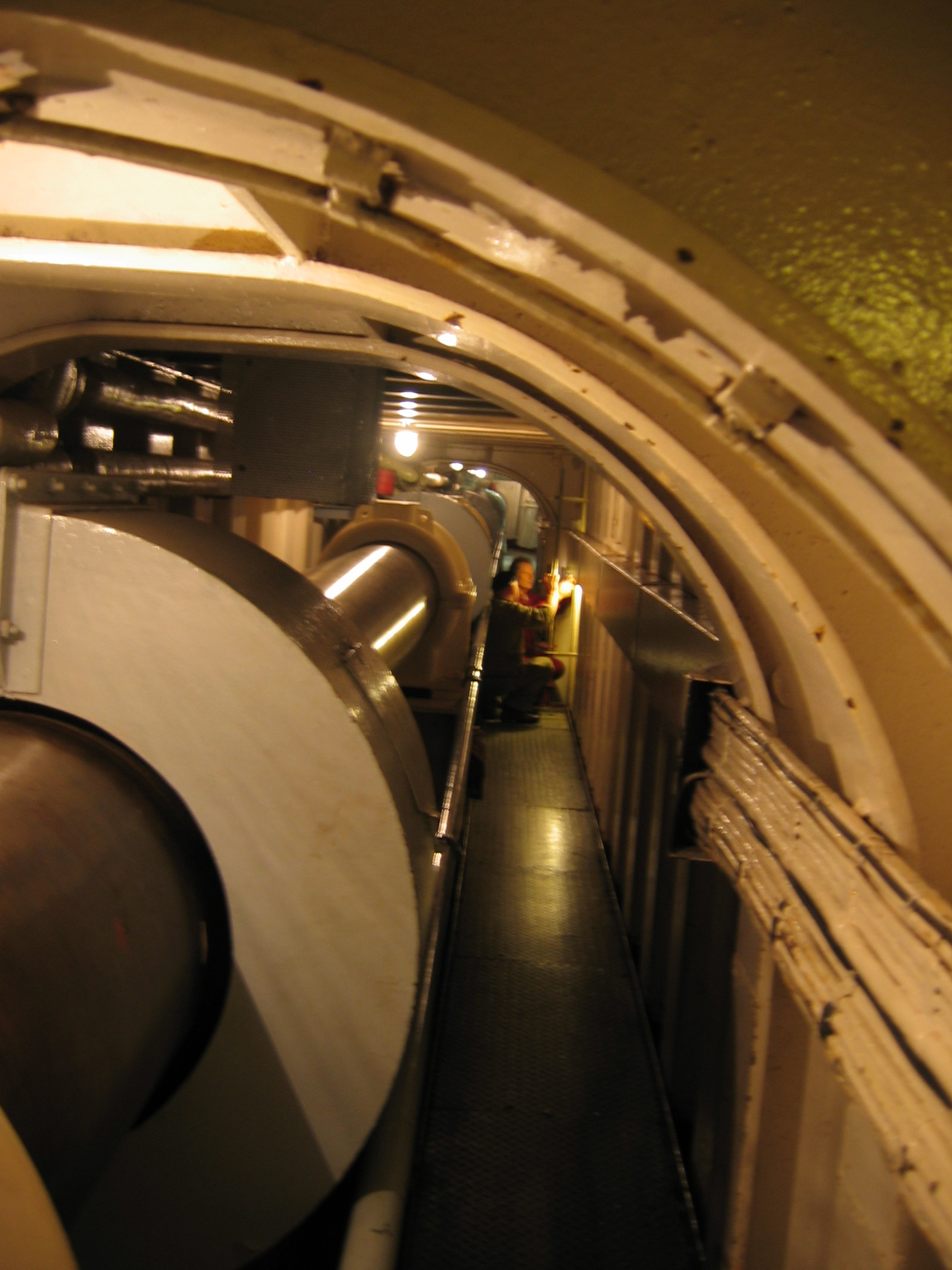
Tunel wału śruby na statku handlowym

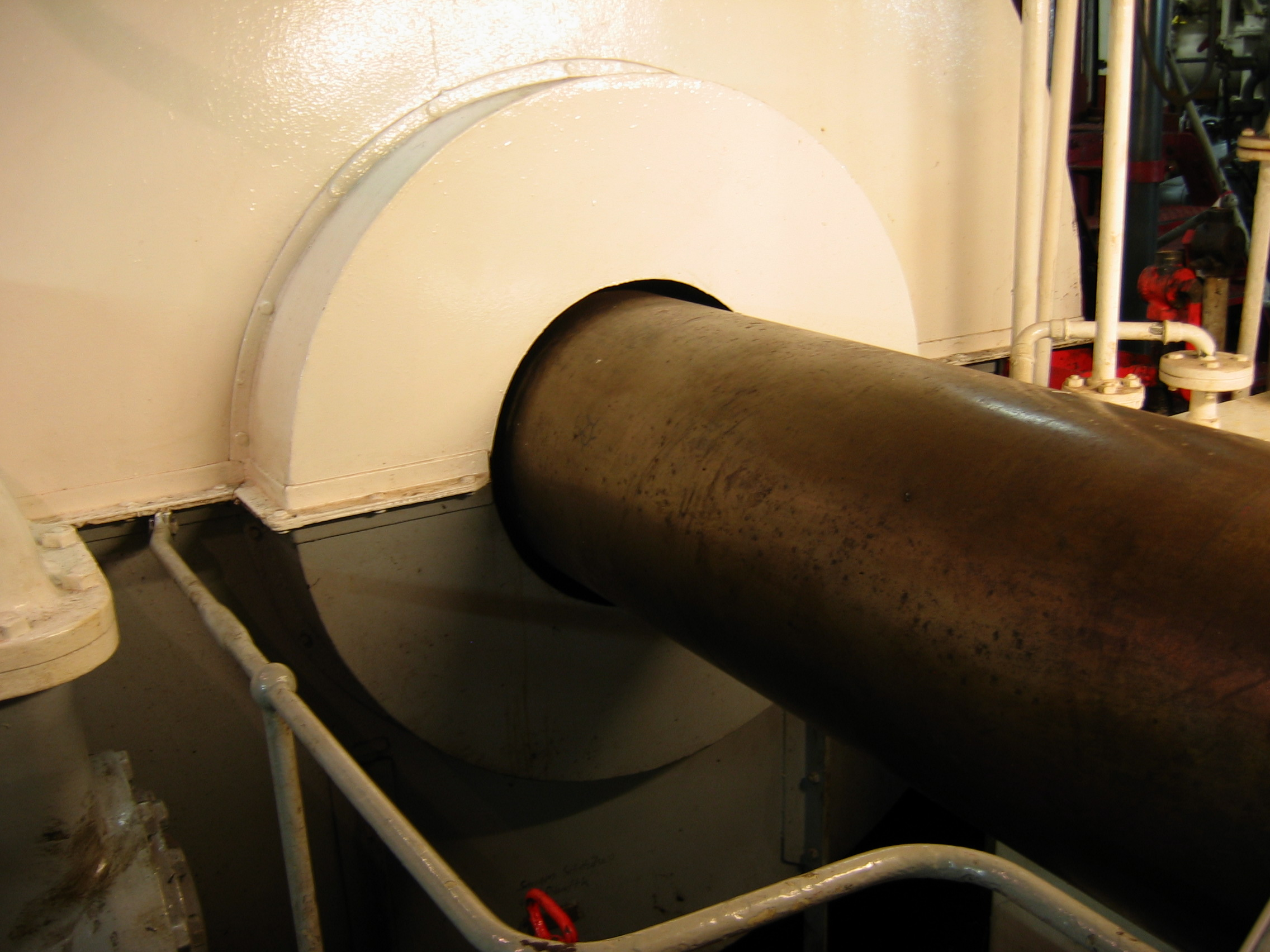
Wał śruby przy silniku głównym motorowca

Okrętowy wał napędowy – wał przenoszący energię mechaniczną z silnika okrętowego na śrubę okrętową. Sam wał musi być tak skonstruowany, aby jego końcówki znajdowały się dokładnie w osi symetrii łożysk nośnych silnika oraz osi śruby. Wały pośrednie, ze względu na zastosowanie przekładni lub sprzęgieł podatnych, nie muszą spełniać tego warunku. Na linii wału znajdują się podpierające go łożyska ślizgowe lub toczne wraz z instalacją smarującą. Wał prowadzony jest w kierunku rufy w tunelu wału śruby (gdy silnik umiejscowiony jest na śródokręciu) lub zajmuje tylko dolną sekcję rufową (jeśli silnik umieszczony jest na rufie). Zarówno tunel, jak i pochwa wału śruby ze względów bezpieczeństwa są zabezpieczone przed przypadkowym przedarciem się wody zaburtowej przez nie do wnętrza statku. W tunelu od strony maszynowni są to zamykane (najczęściej hydraulicznie) drzwi wodoszczelne umożliwiające dostęp do tunelu oraz dławica, przez którą wał wychodzi z tunelu do pomieszczenia maszynowni. W pochwie wału śrubowego od strony maszynowni znajduje się pierścień uszczelniający (smarowanie olejem) bądź dławica (smarowanie wodą). Od strony rufy, w obu rozwiązaniach, zamontowane jest w tylnicę lub poszycie rufy statku łożysko śrubowe smarowane wodą morską lub olejem (wtedy łożysko posiada pierścienie uszczelniające). W przypadku, gdy część odcinka wału śruby jest prowadzona poza kadłubem jednostki pływającej, w celu jego zamocowania stosuje się wsporniki wału śrubowego.